# Paulina Ambroży
Paulina Ambroży – polska literaturoznawczyni, dr hab. nauk humanistycznych, profesor uczelni i kierownik Zakładu Literatury Amerykańskiej Wydziału Anglistyki Uniwersytetu im. Adama Mickiewicza w Poznaniu.

## Życiorys
W 1999 ukończyła studia filologiczne na Uniwersytecie im. Adama Mickiewicza, 26 maja 2003 obroniła pracę doktorską The Supreme Poem: the Poetry of Wallace Stevens and Edgar Allan Poe, 5 grudnia 2013 habilitowała się na podstawie pracy zatytułowanej (Un)concealing the Hedgehog: Modernist and Postmodernist American Poetry and Contemporary Critical Theories. Została zatrudniona na stanowisku adiunkta w Instytucie Filologii Angielskiej na Wydziale Neofilologii Uniwersytetu im. Adama Mickiewicza.
Awansowała na stanowisko profesora uczelni i kierownika w Zakładzie Literatury Amerykańskiej na Wydziale Anglistyki Uniwersytetu im. Adama Mickiewicza w Poznaniu.
Jest członkiem Rady Dyscypliny Naukowej – Językoznawstwa i Literaturoznawstwa Uniwersytetu im. Adama Mickiewicza w Poznaniu. Stypendystka Programu Fulbrighta. 